# 橋咀洲特別地區
橋咀洲特別地區是一個位於香港新界東部橋咀洲一帶的特別地區，劃定於2011年1月1日。橋咀洲特別地區佔地0.06公頃，是香港面積最小的特別地區，只包括橋咀碼頭西旁的一片岩地，屬於香港聯合國教科文組織世界地質公園西貢火山岩園區中的「橋咀洲景區」。

### 引用
1. ↑   (PDF). 環境保護署、漁農自然護理署. 2010-10-20  [2021-04-23]. （原始内容存档 (PDF)于2021-04-23）.